# مارکو کریمی
مارکو کریمی (انگلیسی: Marco Crimi؛ زادهٔ ۱۷ مارس ۱۹۹۰) بازیکن فوتبال اهل ایتالیا است.
از باشگاه‌هایی که در آن بازی کرده‌است می‌توان به باشگاه فوتبال کارپی، باشگاه فوتبال اسپتزیا، باشگاه فوتبال بولونیا، باشگاه فوتبال باری، باشگاه فوتبال لاتینا، و باشگاه فوتبال چزنا اشاره کرد.
وی همچنین در تیم ملی فوتبال زیر ۲۱ سال ایتالیا بازی کرده‌است.